# Zalaszentgrót
Zalaszentgrót is een plaats (város) en gemeente in het Hongaarse comitaat Zala. Zalaszentgrót telt 7547 inwoners (2007).